# قصی الشلالی
قصی الشلالی (انگلیسی: Gusay Al-Shelali؛ زادهٔ ۱۴ فوریهٔ ۱۹۹۲) یک ورزشکار اهل عربستان سعودی است.
از باشگاه‌هایی که در آن بازی کرده‌است می‌توان به باشگاه فوتبال الاتحاد و باشگاه فوتبال بیرامار اشاره کرد.